# 明讯
明讯（英文：Maxis，MYX：6012），是马来西亚的移动电话服务業者，業務範圍涵蓋固網通訊、資料通訊及行動通訊等。同時也是第一個在馬來西亞提供4G LTE的電信公司。旗下预付配套品牌为Hotlink。
在手機號碼上，使用012、017、014-2和011-2作為開頭。明訊在2013年1月1日起推出4G LTE網路，但其網路訊號非常不穩定，甚至到了2021年還常有用戶反映其4G行動網路的網速低於1Mbps。
2019年10月3日，在时任马来西亚首相马哈迪·莫哈末的见证下，明讯和华为技术（马来西亚）签署为马来西亚提供5G网络的合作协议，预计最快将于2020年下半年可以推出5G服务。

## 服務
明訊提供了多樣化的通訊產品和服務。同時提供月租型和預付型服務。
截至2015年12月，Maxis在人口稠密地区的2G覆盖率为45.5％，3G为42.5％，4G LTE为12％（以至少-110dBm测量）， 2G和3G网络现代化占88％。 明訊声称其4G LTE网络提供室外20Mbit / s和室内10Mbit / s的平均速度，但没有提供第三方参考。
有几位著名的明星已经签署了明訊的代言人，包括Siti Nurhaliza，马来西亚现实电视节目Akademi幻想曲的参赛者，以及Jessy Wong The Diva和Arthur the Brave和Fluffy。 明訊是第一家于2013年1月1日在马来西亚推出LTE服务的公司，从巴生谷地区开始。

### 明讯 FastTap
明讯也是马来西亚的第一个NFC（近场通信）服务叫FastTap。它集成了Touch'n Go，来自Maybank的Visa Wave。